# 花園インターチェンジ (熊本県)
花園インターチェンジ（はなぞのインターチェンジ）は、熊本県熊本市西区花園7丁目にある熊本西環状道路（熊本県道342号砂原四方寄線）のインターチェンジである。当インターから北区の下硯川インターまでは2017年3月26日に開通した。また、当インターから池上熊本駅インターまでは2025年10月19日に開通する予定である。池上熊本駅インター以降の区間（砂原インター）の供用予定は未定である。

## 歴史
- 2017年（平成29年）3月26日 - 熊本西環状道路・花園ICから下硯川ICまでが開通するのに伴い、当インターも供用開始[1]

## 接続する道路
- 熊本県道343号花園インター線 - 当インターと熊本県道31号熊本田原坂線と繋ぐアクセス道路

## 周辺
- 柿原養鱒場
- 柿原公民館 - 熊本都市バス花園柿原線のバス停名でもある。
- 柿原公園

## 隣
熊本西環状道路（熊本県道342号砂原四方寄線）
池上熊本駅IC（事業中） - 花園IC - 和泉IC